# Angry Birds
Angry Birds er et spil udviklet til Apples iPhone og senere også til flere andre platforme. Målet med spillet er at affyre fugle, som har forskellige egenskaber, med en slangebøsse ind i grise-fæstninger for at styrte grisene og redde fuglenes æg.

## Baner
I spillet findes en række baner, samlet i grupper:
- Poached Eggs – Første gruppe med tre gange enogtyve baner.
- Mighty Hoax – Anden gruppe med to gange enogtyve baner.
- Danger Above – Tredje gruppe med tre gange femten baner.
- The Big Setup – Fjerde gruppe med tre gange femten baner.
- Ham 'Em High – Femte gruppe med tre gange femten baner.
- Mine and Dine – Sjette gruppe med tre gange femten baner.
- Birthday Party – Syvende gruppe med en gange femten baner.
- Surf and Turf – Ottende gruppe med tre gange femten baner.

Generelt bliver banerne sværere og sværere.

## Fugletyper
I spillet findes et udvalg af fugle. Alle fuglene har en reaktion eller evne som kan aktiveres ved at trykke på skærmen.
- Red Bird – Den røde fugl er startfuglen og har ingen speciel evne. Den brokker sig dog ved aktivering.
- Yellow Bird – Den gule fugl kan accelerere hurtigt (også kaldet kamikazefuglen). Bedst til at ødelægge træ.
- Blue Bird – Den blå fugl er en trilling som kan dele sig i tre. Bedst til at ødelægge glas.
- Black Bird – Den sorte fugl kan sprænge ting i luften. Den selv-aktiverer når den støder ind i ting. Bedst til at ødelægge sten.
- White Bird – Den hvide fugl kan lyn-lægge eksploderende æg.
- Green Bird – Den grønne fugl kan agere som boomerang.
- Orange Bird (Ny) – Den orange fugl opruster sig selv ved berøring af objekter eller aktivering og kan destruere ting indefra.
- Big Brother – Den mørkerøde fugl har ligesom Red Bird ingen speciel evne. Den er dog ret tung og braser derfor igennem ting.
- Mighty Eagle Den mægtige ørn er et altødelæggende missil som udrydder alle griser og ødelægger alle objekter den kommer i nærheden af.

## Grise-typer
Der er 5 grise-typer (alle er grønne):
- Normal Pig – Denne gris er helt normal.
- General Pig – Denne gris har beskyttelseshjelm på.
- Mayor Pig – Denne gris har overskæg.
- King Pig – Denne gris har kongekrone på hovedet.
- Builders Pig – Denne gris har arbejderhjelm på.

Grisene har forskellige størrelser.

## Bonus
Der er et ekstra rum, en verden, hvor man kan gemme de gyldne æg man finder; nogle er baner og andre er sjove ting, fx Angry Radio.

## Kuriosa
Flag: Grisene har flag på nogle af deres fæstninger. De finske udviklere har givet de onde grise svenske flag.

## Serien
Udover det normale Angry Birds er der også andre Angry Birds-spil som Angry Birds Seasons, Angry Birds Rio, Angry Birds Space og Angry Birds Star Wars.

## Film
- Angry Birds Filmen (2016)
- Angry Birds 2 - Filmen (2019)